# Веринг, Астрид
Астрид Веринг, урождённая Глас (швед. Astrid Väring; 15 декабря 1892, Умео — 22 марта 1978) — шведская писательница.

## Биография и творчество
Астрид Глас родилась в 1892 году в Умео. Её родителями были Карл-Эрик Глас, учитель математики, и его жена Роза Глас. Астрид была младшей из четырёх дочерей. Окончив школу для девочек, она поступила на педагогические курсы (Högre lärarinneseminariet) в Стокгольме. С 1915 по 1916 год она давала частные уроки в Вестергётланде, а затем вернулась в Умео, чтобы заняться литературным творчеством и журналистикой. В том же году она начала писать для либеральной газеты Västerbottens-Kuriren, с которой потом сотрудничала в течение двух лет. В 1919 году она вышла замуж за учителя Эугена Веринга и оставила работу в газете.
Первым серьёзным произведением Астрид Веринг стал опубликованный в 1926 году роман «Frosten», повествующий о жизни бедных крестьян Вестерботтена. Он получил исключительно хвалебные отзывы критики; рецензент Svenska Dagbladet даже назвал его лучшим из когда-либо опубликованных произведений о Норрланде. В том же году вышел второй роман писательницы, «Vintermyren». Затем, в 1930-х годах, она опубликовала четырёхтомный романный цикл, в основу которого легла история предков её матери, живших в Умео в начале XIX века.
В конце 1930-х годов брак Астрид Веринг распался, и она поселилась с детьми в Стокгольме. В 1941 году она опубликовала роман «Längtan heter vår arvedel» — трагическую историю любви, основанную на реальных событиях, имевших место в Вестерботтене в первой половине XIX века. Роман имел большой успех, как и следующее произведение писательницы, «Katinka», повествующее о русской оккупации Умео в период Русско-шведской войны 1808—1809 годов.
В 1943 году Астрид Веринг встретила друга детства из Умео, Мартина Эмана, и через несколько лет вышла за него замуж. История Мартина — он был уволен с государственной службы и насильственно помещён в психиатрическую клинику — стала основой самого известного произведения писательницы, романа «I som här inträden» (1944). Впоследствии по нему был снят фильм, вызвавший, как и сам роман, острую полемику: одобренный бывшими пациентами и членами их семей, он был подвергнут жёсткой критике со стороны медицинских учреждений. Наконец, последний роман Астрид Веринг, «Trollkona» (1956), повествует об историческом персонаже, Малин Карлсдоттер, жившей в Емтланде в начале XIX века.
Астрид Веринг умерла в 1978 году и была похоронена на кладбище Бромма в Стокгольме.